# Dobbertinia reticulata
Dobbertinia reticulata  (лат.) — ископаемый вид большекрылых насекомых рода Dobbertinia из семейства вислокрылки (Sialidae). Обнаружены в юрских отложениях Европы (Dobbertin, Mecklenburg, Германия).
Длина переднего крыла 7,7 мм. Вид был впервые описан в 1920 году австрийским энтомологом Антоном Хандлиршом (Anton Handlirsch; 1865—1935). Вместе с другими ископаемыми видами вислокрылок, такими как Protosialis casca, Eosialis dorisi, Indosialis beskonakensis, Proindosialis cantalensis, Sialis strausi, Sialis groehni, Sialis muratensis, Protosialis baltica, Protosialis herrlingi, Protosialis voigti являются одними из древнейших представителей Sialidae, что было показано в ходе ревизии палеофауны в 2007 году американскими палеоэнтомологами Майклом Энджелом (Engel M.) и Дэвидом Гримальди (Grimaldi D. A.).